# Rerum Ecclesiae
 Rerum Ecclesiae  è un'enciclica di papa Pio XI, promulgata il 28 febbraio 1926, dedicata al tema dell'evangelizzazione dei popoli non cristiani. In questa enciclica il Pontefice, per dare maggior incremento alle missioni cattoliche, ricorda ai cattolici il dovere di favorire sempre più l'opera delle Missioni e raccomanda soprattutto la formazione del clero indigeno.